# Aftonbladet inifrån

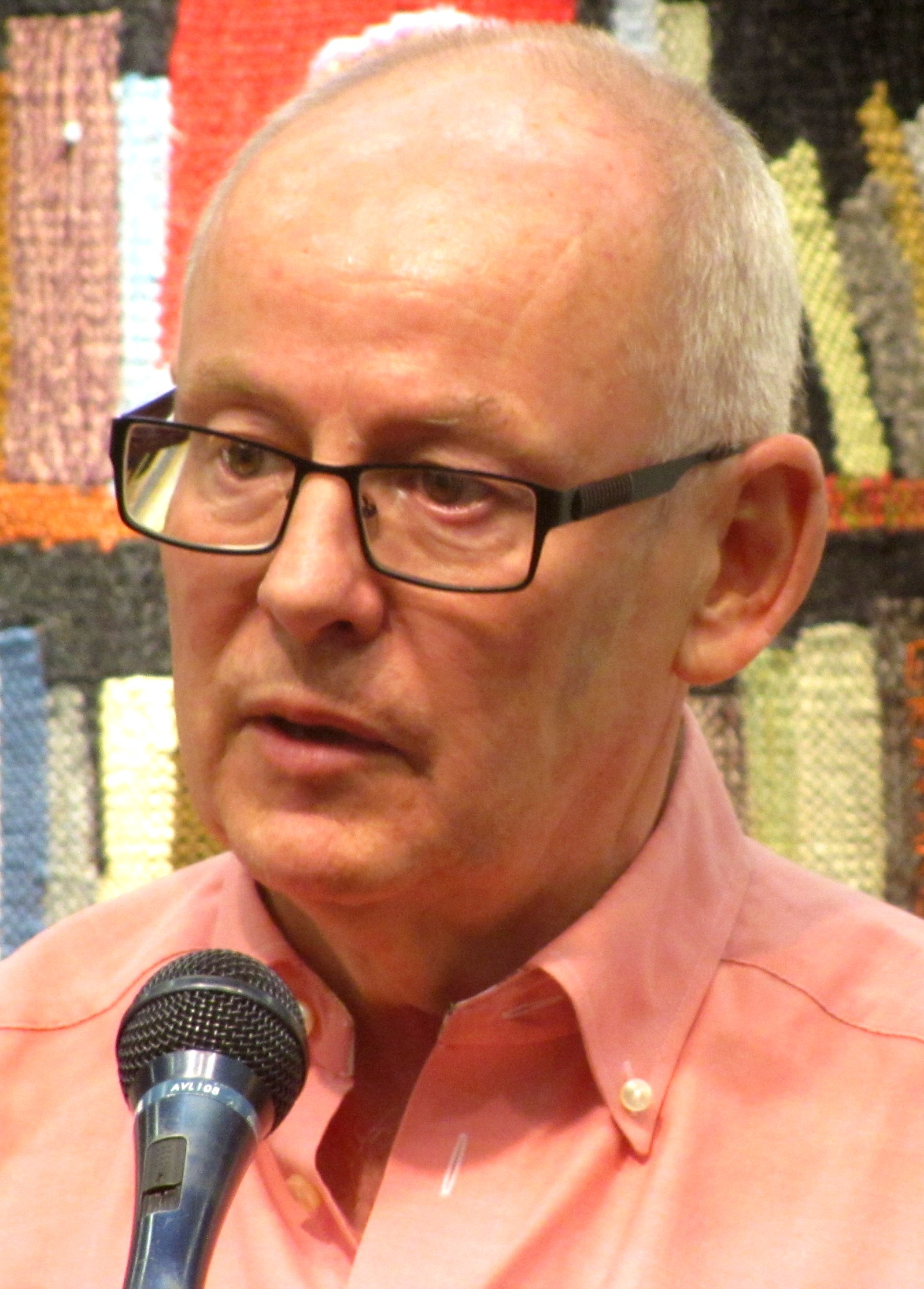
Bokens författare, Rolf Alsing, vid Bokmässan 2010.

Aftonbladet inifrån (undertitel: 175 års kamp för tryckfrihet och ökad upplaga) är en bok skriven av Rolf Alsing, som var Aftonbladets chefredaktör 1985–2001 och dess ansvarige utgivare 1985–1996. Boken är utgiven 2005.

## Innehållsreferat
Historien om Aftonbladet går tillbaka till den 6 december 1830, då industrimannen Lars Johan Hierta startade Aftonbladet, eller Aftonbladet i Stockholm som det allra första numret hette. Hierta startade tidningen av två anledningar; han ville tjäna pengar och starta en liberal tidning som gick i opposition med dåvarande kungen Karl XIV Johans regim. En av de stora frågorna för Hierta var att avskaffa ståndsriksdagen.

### Tyskvänlig tidning
Alsing ger i sin bok små inblickar i tidningens långa historia. Så till exempel var Aftonbladet, under ledning av chefredaktör Per Gustaf Peterson, tyskvänlig under 1930-talet. Då Adolf Hitler kommit till makten i Tyskland 1933 innehöll tidningen en helsida om den tyske führern och "tonen var positiv", skriver Alsing. Det skulle dröja till 1943 innan ägaren av Aftonbladet, Torsten Kreuger, lät rensa ut samtliga nazister på tidningens redaktion. Anledningen till att tidningen antog en protysk hållning var att tidningen inte ville gå mot strömmen; många svenskar sympatiserade med Hitler och Tyskland under den här tiden.

### Expressen
År 1944 får Aftonbladet en svår konkurrent, den nystartade tidningen Expressen, som var den kvällstidning i Sverige som blev störst på marknaden. 1948 hade Expressen en upplaga på 181 400 exemplar, mot Aftonbladets 162 200 exemplar. Expressen skulle bli en svår konkurrent för många år framåt.

### Politisk ställning
Alsing redogör i boken för hur Aftonbladet i mitten av 1960-talet blir en obunden socialdemokratisk tidning. Dåvarande chefredaktören Gunnar Fredriksson skrev i en ledare - "En tidnings linje": "Aftonbladet företräder den socialdemokratiska ideologin och arbetarrörelsens intressen". De viktigaste frågorna tidningen tog ställning mot gällde krig och svält. Politiskt stod tidningen något till vänster om den socialdemokratiska mittlinjen.

### Upplagan minskar
1970-talet börjar dåligt. Aftonbladet fälls på 18 punkter i Pressens Opinionsnämnd för brott mot "god publicistisk sed" och upplagan rasar mellan åren 1971 och 1981 med 118 000 exemplar. Intrigerna och maktstriderna avlöser varandra och allt tycks gå utför. En av anledningarna att tidningen tappade upplaga var, enligt Alsing, att tidningen var för politisk och kommersiell. Alsing påstår också att tidningens medarbetare drack alkohol på arbetstid. "Arbetsrummen förvandlades till krökarrum som fylldes med urdruckna flaskor, halvtömda glas och överfulla askfat. Cheferna accepterade uppenbarligen att medarbetare drack på jobbet", skriver Alsing. Många kvinnliga medarbetare mådde under den här tiden dåligt av den grabbmentalitet som rådde på tidningen. Sexuella trakasserier förekom. Det skulle dröja till långt in på 1990-talet innan Aftonbladet blev en jämställd arbetsplats, enligt Alsing.

### Söndagsbladet
Upplageraset fortsätter en bra bit in på första halvan av 1980-talet, men vänds 1984 då tidningen lanserar Söndagsbladet, vilket var en bilaga till söndagens exemplar av tidningen. Amelia Adamo sattes som chef för projektet och hon införde flärd, glitter och sensualism i Aftonbladet-paketet. Upplagan steg omedelbart med 24 000 exemplar i september 1984. Trots detta visade prognoser i juni 1985 att tidningen skulle gå minus 20 miljoner. Det skulle dröja till 1987 innan tidningen kunde redovisa en vinst på 55 miljoner kronor och med en upplaga på 414 729 exemplar. Den viktigaste förklaringen till att upplageraset vände, hävdar Alsing, var att en konsekvent utveckling av tidningen gjordes med bilagorna Söndagsbladet, Spelbladet, Hälsobladet och Tv-bladet.

### Aftonbladet går om Expressen
Den 17 oktober 1996 visade uppgifter från Tidningsstatistik att Aftonbladet gått om Expressen i upplaga efter 44 år. Den 15 november 1996 redovisades att Aftonbladet hade en upplaga på 417 900 exemplar mot Expressens 367 100 ex. Det gjorde en differens på 50 800 ex. En rad anledningar till att Aftonbladet tog ledningen redovisar Alsing, bland annat att ambitionen att göra en klassisk kvällstidning med betoning på nyheter, sport och underhållning fanns.